# 渡辺真由美
渡辺 真由美（わたなべ まゆみ、1964年2月5日 - 、A型）は、日本のアニメーター、キャラクターデザイナー、イラストレーター。本名は岩川 真由美（いわかわ まゆみ）。夫は元トライネットエンタテインメント所属のプロデューサー・大宮三郎。最終学歴：船橋市立船橋高等学校卒業（1982年）。カナメプロダクション出身。

## 経歴
千葉県出身。地元の公立高校を卒業後、葦プロダクションに入社するも早々と退社し、カナメプロダクションへ移籍。『プラレス3四郎』の動画や動画チェック、『北斗の拳』『戦え!超ロボット生命体トランスフォーマー』『機動戦士ガンダムΖΖ』などの原画を担当した他、『きまぐれオレンジ☆ロード』『夢次元ハンターファンドラ』などの作画監督やキャラクターデザイナーを務めた。
『夢次元ハンターファンドラ』制作中の雑誌インタビューに「辞めたい」と正直に答えるなど、アニメ業界に嫌気が差していた時期もあったが、カナメプロダクション解散後はフリーランスとなってアニメ業界での活動を続けている他、スタジオ藍丸の取締役も務めた。

## 主な参加作品

### テレビアニメ
- プラレス3四郎（動画・動画チェック）
- 聖闘士星矢（原画）
- 北斗の拳（原画・動画）
- 戦え!超ロボット生命体トランスフォーマー（原画）
- 機動戦士ガンダムΖΖ（原画）
- きまぐれオレンジ☆ロード（作画監督）
- 美味しんぼ（原画）
- 愛天使伝説ウェディングピーチ（作画監督）
- 下級生（キャラクターデザイン・作画監督）
- HAPPY★LESSON THE TV（作画監督）
  - HAPPY★LESSON ADVANCE（キャラクターデザイン・作画監督）
- らいむいろ戦奇譚（キャラクターデザイン・作画監督）
- わがまま☆フェアリー ミルモでポン! わんだほう（作画監督）
- はっぴぃセブン 〜ざ・テレビまんが〜（キャラクターデザイン・総作画監督）
- 吉永さん家のガーゴイル（キャラクターデザイン・総作画監督）
- Venus Versus Virus（作画監督）
- MAJOR 3rd season（原画）
- おおきく振りかぶって（原画）
- 君が主で執事が俺で（作画監督）
- xxxHOLiC◆継（原画）
- ファイト一発! 充電ちゃん!!（作画監督・原画）
- 咎狗の血（原画）
- フリージング（キャラクターデザイン・総作画監督）
- ロウきゅーぶ!（OP原画）
- 真剣で私に恋しなさい!!（キャラクターデザイン・総作画監督・OPED作画監督）
- Persona4 the ANIMATION（原画）
- 咲-Saki- 阿知賀編 episode of side-A（作画監督）
- この中に1人、妹がいる!（OP原画）
- ガールズ&パンツァー（OP原画）
- フリージング ヴァイブレーション（キャラクターデザイン・総作画監督）
- 学戦都市アスタリスク（作画監督）
- 霊剣山 星屑たちの宴（総作画監督）
- クズの本懐（キーアニメーター）
- ようこそ実力至上主義の教室へ（作画監督）
- キノの旅 -the Beautiful World- the Animated Series（作画監督）
- Dies irae（作画監督）
- ラディアン（作画監督）
- ギヴン（作画監督）
- 通常攻撃が全体攻撃で二回攻撃のお母さんは好きですか?（総作画監督）
- IDOLY PRIDE（作画監督）
- 逆転世界ノ電池少女（作画監督）
- 「艦これ」いつかあの海で（作画監督）
- 盾の勇者の成り上がり Season3（作画監督）

### 劇場アニメ
- 宇宙戦艦ヤマト 完結編（動画）

### Webアニメ
- ケータイ少女（キャラクターデザイン・作画監督）
- ペンギン娘♥はぁと （OP原画）
- 声優刑事（キャラクターデザイン・絵コンテ・原画）

### 一般OVA
- バース（動画チェック）
- 幻夢戦記レダ（原画）
- 夢次元ハンターファンドラ（キャラクターデザイン）
- ウォナビーズ（原画）
- 魔獣戦士ルナ・ヴァルガー（原画）
- 難波金融伝・ミナミの帝王（キャラクターデザイン・作画監督）
- エルフ版 下級生 〜あなただけを見つめて〜（キャラクターデザイン・作画監督）  - 第4巻のみ15禁版あり
- リフレインブルー（キャラクターデザイン・作画監督）
- らいむいろ戦奇譚 南国夢浪漫（キャラクターデザイン・作画監督）
- HAPPY★LESSON THE FINAL（キャラクターデザイン・作画監督）
- ねとらん者 THE MOVIE（作画監督）
- DREAM C CLUB PURE SONGS CLIPS（キャラクターデザイン・総作画監督）
- Aチャンネル+smile（作画監督補佐・原画）

### 18禁OVA
- 恋姫 K・O・I・H・I・M・E（キャラクターデザイン・総作画監督）
  - 続・恋姫 K・O・I・H・I・M・E（キャラクターデザイン・総作画監督）
- MEZZO FORTE（原画）

### 18禁PCゲーム
- 恋姫 K・O・I・H・I・M・E（キャラクターデザイン・原画）
- らいむいろ雀奇譚 （壁紙原画）

### イラスト
- G-type（表紙原画）  - 成年誌、2007年9月号まで担当
- 愛天使伝説ウェディングピーチ 小学館「ようちえん」 - アニメ化以前の連載のためコスチュームデザインが異なる